# 雞蛋

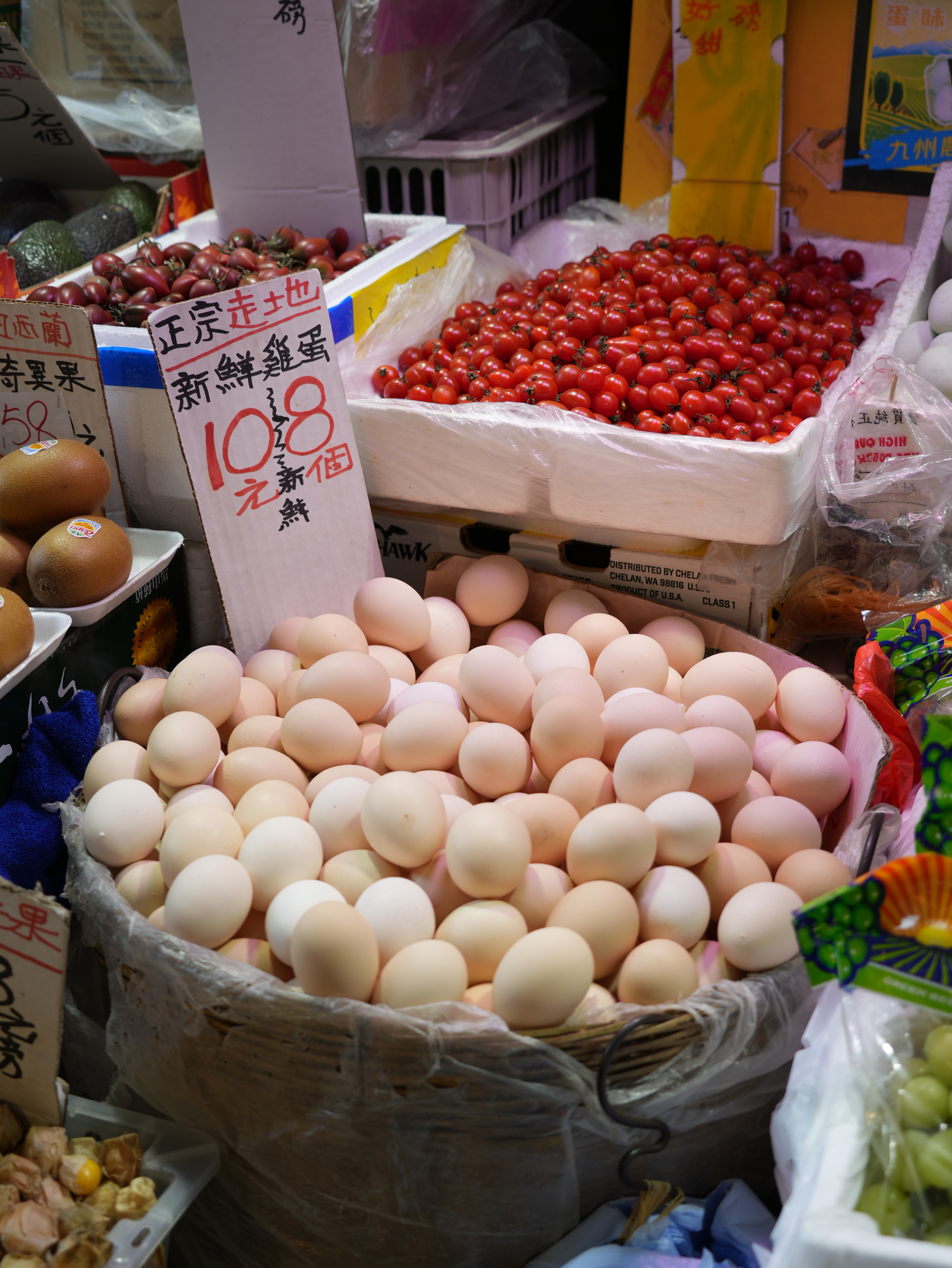
雞蛋

雞蛋，是雞所生、帶有硬殼的卵。受精的雞蛋可孵出小雞。雞蛋由蛋殼保護，而當中的蛋白和蛋黃被各種薄膜包裹，并且是人类重要的食物。
新鮮雞蛋密度較水更大些，會沉入水底。隨著呼吸和釋放二氧化碳，密度會漸漸下降到與水相當，因此放久的雞蛋會自水中浮出水面。:140
蛋白富含半胱胺酸，其中的硫磺鍵結遇熱會斷裂、蛋白質變質而無法透光，凝固成白色固體。放太久的蛋會產生硫化氫，致腐敗的味道:142。

## 形成和構造

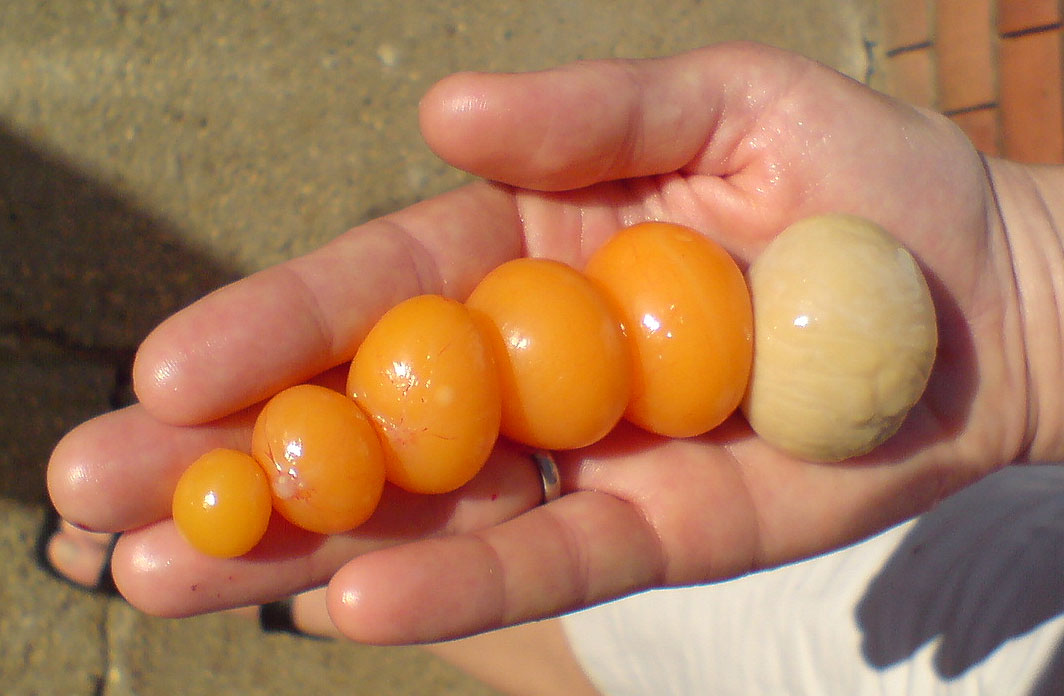
鸡蛋的形成

母鸡的卵巢里有大约4000个初级卵母细胞，起先卵黄物质沉积在卵母细胞周围，然后卵母细胞进入输卵管。卵黄在输卵管的漏斗部与精子结合，形成受精卵。受精卵继续下行，在输卵管的膨大部被蛋白包裹，形成蛋清。接着形成蛋壳膜，然后进入子宫，最后钙质被沉积到蛋壳膜上，形成蛋壳以及蛋壳外面薄薄的角质层保护膜。
公鸡一次能射出的精子数量一般在15-80亿之间。交配一次，可以下十几只受精卵。有实验表明，母鸡在交配后第16天仍有5~6%的受精率。但为保证良好的受精率，最好一周交配一次。受精蛋在37.8摄氏度左右，经过21天左右可以孵化出小鸡。
|  | 1.蛋殼 2.外殼膜 3.內殼膜 4.上繫帶 5.稀蛋白 6.濃蛋白 7.卵黃膜 8.核筋膜 9.胚盤 10.深色蛋黃 11.淺色蛋黃 12.內部蛋白 13.下繫帶 14.氣室 15.蛋殼緣 |

## 產量統計
| 中國     | 24,500,000 |
| 美国     | 5,435,168  |
| 印度     | 3,600,000  |
| 日本     | 2,506,768  |
| 俄羅斯   | 2,333,600  |
| 世界总量 | 38,375,536 |
| 来源：   |            |

## 營養成份
水煮蛋的營養成份（不含蛋殼）
| 營養成份   | 單位 | 每100克含量 |
| ---------- | ---- | ----------- |
| 水         | 克   | 74.6        |
| 能量       | 千卡 | 155         |
| 蛋白質     | 克   | 12.6        |
| 脂肪       | 克   | 10.6        |
| 碳水化合物 | 克   | 1.1         |
| 胆固醇     | 毫克 | 373.0       |
| 膳食纖維   | 克   | 0.0         |
| 鈣         | 毫克 | 50          |
| 鐵         | 毫克 | 1.2         |
| 鎂         | 毫克 | 10          |
| 磷         | 毫克 | 172         |
| 鉀         | 毫克 | 126         |
| 鈉         | 毫克 | 124         |
| 鋅         | 毫克 | 1.1         |
| 銅         | 毫克 | 0.01        |
| 錳         | 毫克 | 0.03        |
| 氟         | 微克 | 4.8         |
| 硒         | 微克 | 30.8        |
| 維生素A    | IU   | 520         |
| 維生素B1   | 毫克 | 0.07        |
| 維生素B2   | 毫克 | 0.5         |
| 維生素B3   | 毫克 | 0.06        |
| 維生素B5   | 毫克 | 1.4         |
| 維生素B6   | 毫克 | 0.1         |
| 維生素C    | 毫克 | 0           |
| 維生素D    | IU   | 87          |
| 維生素E    | 毫克 | 1.0         |
| 維生素K    | 微克 | 0.4         |

## 健康問題

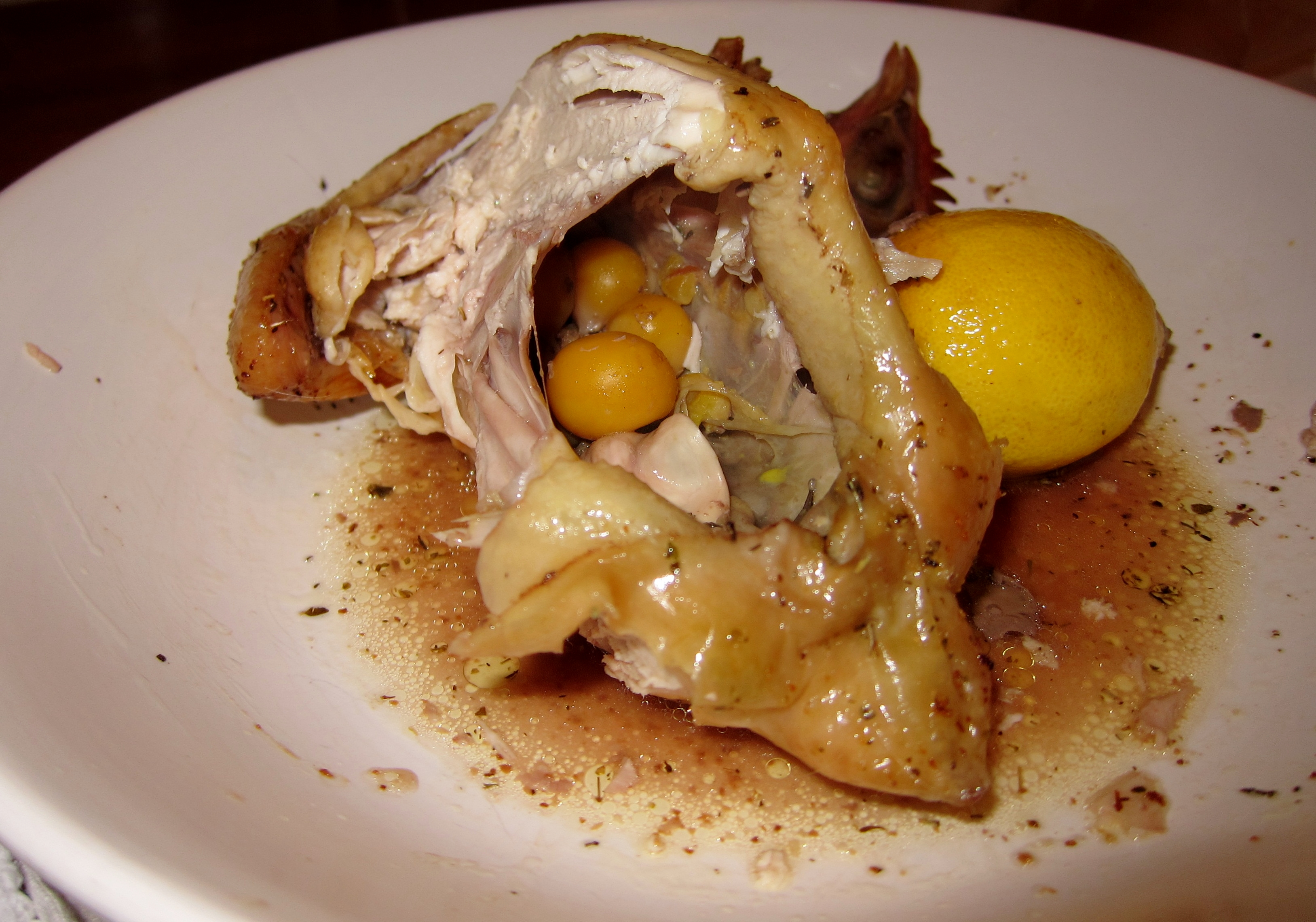
烤鸡內未成熟的鸡蛋

雞蛋是烹飪的常見原料。在菜肴中，亦被稱為芙蓉、木須、木樨。吃雞蛋的方法有很多種，水煮蛋、煎蛋、炒蛋、蒸蛋等。
雞蛋烹飪涉及的營養學問題主要在於雞蛋中脂肪、膽固醇和蛋白質的氧化。總體來說，氧化程度越嚴重，越不利於健康，越不利於吸收，營養損失越大。 未熟的鸡蛋也可用于烹调，通常从屠宰母鸡收获。生吃雞蛋的需注意的是，食用雞蛋雖然會經過殺菌，但還是有殘留大腸桿菌、沙門氏菌的可能。記得將鍋碗瓢盆洗淨、避免食用有裂痕的雞蛋。另外，摸過雞蛋的手不要再摸其他生鮮食物，並把手徹底洗淨。生吃蛋白會造成消化吸收不良。
血斑是有时在蛋黄表面发现的血滴。 虽然有人认为它们是缺陷的，但在一些母鸡的产卵周期中，血斑会正常地自然形成。所以鸡蛋中的血斑是食用安全的。
另外，市面上销售的鸡蛋有“土鸡蛋”和普通鸡蛋之分。但除脂肪含量略高外，土鸡蛋和普通鸡蛋的营养价值相差无几。一些不良商家会将普通鸡蛋冒充土鸡蛋销售，借此发不义之财。

### 营养误解
醫學界曾經一度認為，由於雞蛋當中的膽固醇含量太高，或會引起人們心血管疾病等問題。然而，這一說法在近年已得以改變。多份研究報告指出，人身體內80%的膽固醇是由身體自己合成，與食用膽固醇無關，會刺激膽固醇含量上升的是飽和脂肪及非常不健康的人造反式脂肪。2015年美國《美國臨床營養學雜誌》發表一項研究，研究人員追蹤兩萬名測試者達20年，證實每周食用多少隻連蛋黃的雞蛋，亦不會增加我們患上心肌梗塞或中風等心血管病的機會。2016年4月初美國膳食諮詢委員會，亦頒佈了最新的膳食指南，剔除每日不應攝取多於300毫克膽固醇限制，消取了長久以來食用雞蛋會引至高膽固醇、心血管疾病等說法。
補充葉黃素的食物來源，以蛋黃的生物可利用率最高，相較於蛋黃，深綠色植物雖有豐富葉黃素，玉米黃素卻較低，且生物可利用率也較低。由於蛋黃中同時含有豐富的葉黃素及玉米黃素，且其生物可利用率是綠色蔬菜的三到四倍，所以蛋黃的護眼效率是極佳的。

## 爭議
- 先有鸡还是先有蛋，这个问题被哲学家们讨论千年，到了近代也被不同的科学家从不同的角度作了解读。
- 不人道的格子籠飼養方式，在約A4紙張大小的籠子裡關2到4隻雞。歐盟，澳洲、美國加州、密西根州等地，已立法禁止格子籠飼養。[10]另見平飼。
- 宰殺雛鳥：因為公雞不會下蛋，在飼養蛋雞時，剛出生的小公雞會被大量宰殺。

## 外部連結
- YouTube上的《你所不知道的畜產-雞蛋（上）》
- YouTube上的《你所不知道的畜產 雞蛋（下）》